# Blessed Be Your Name
Blessed Be Your Name ist ein Lied der britischen christlichen Songwriter Matt Redman und Beth Redman, interpretiert von Matt Redman. Das Lied erschien 2002 auf Redmans Album Where Angels Fear to Tread beim Label Worship Together. Das Matt-Redman-Stück wurde nicht als Single veröffentlicht.

## Geschichte
Das Lied entstand als Antwort auf die Zerstörung der Zwillingstürme des World Trade Center in New York City. Redman wollte mit Lobpreisliedern eine Antwort auf diese Tragödie geben, doch passten aus seiner Sicht die Lieder aus den Repertoires der zeitgenössischen christlichen Szene kaum.
Das Lied wurde 2003 von der südafrikanischen christlichen Band Tree63 als Single gecovert. Diese Version erreichte Platz 2 der US-amerikanischen Billboard Christian-Songs-Charts; es wurde ihr erster und größter Charterfolg. Die Single blieb 68 Wochen in diesen Charts. Sie nahmen das Stück in ihr Album 2004 The Answer to the Question auf. Auch die Newsboys coverten das Lied für ihr Album Devotion.
Der Titel erschien erneut auf späteren Sammlungen, speziell auf der Matt-Redman-Sammlung Blessed Be Your Name: The Songs of Matt Redman Vol. 1 von 2005, erschienen bei Survivor Records und 2008 auf der Kompilation Blessed Be Your Name: The Hits von Tree63, erschienen bei Inpop Records.
Das Lied schaffte es auf Rang sieben der christlichen Billboard-Dekadencharts der 2000er.